# Ciclismo urbano

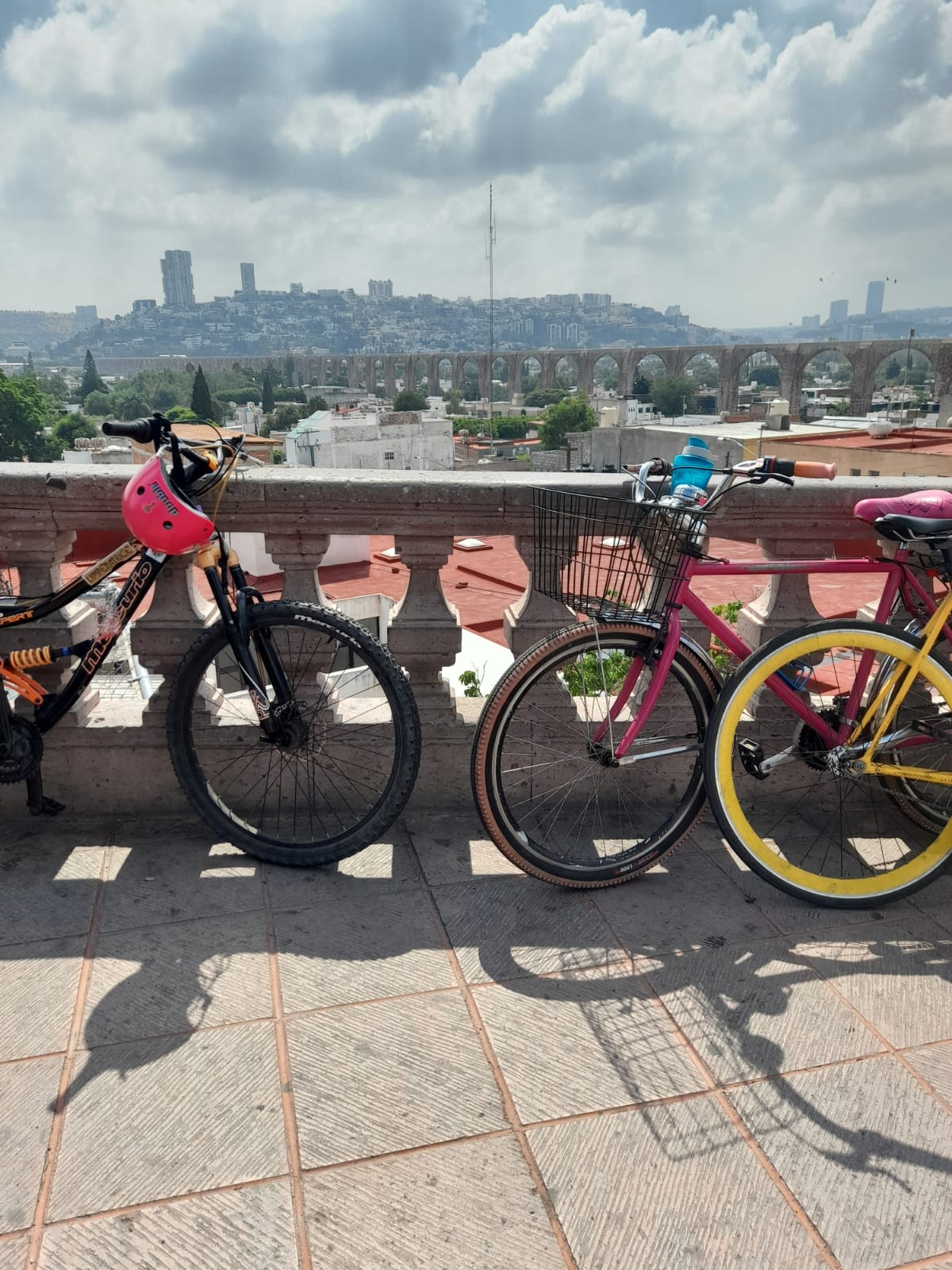
Ciclismo urbano

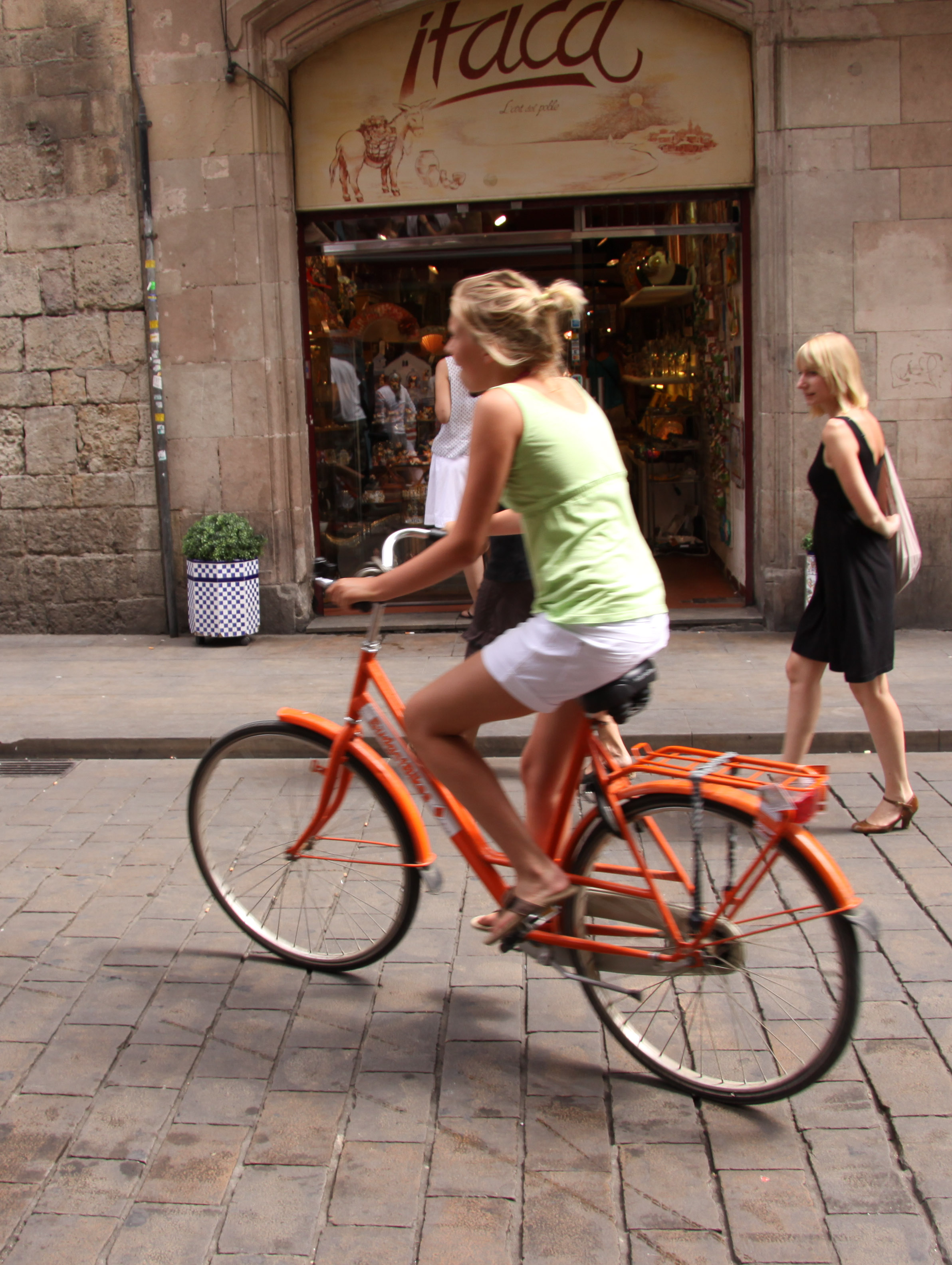
Paseando en bici en zona libre de coches en Barcelona

El ciclismo urbano consiste en la utilización de la bicicleta como medio de transporte urbano, generalmente para distancias cortas, sin embargo, en la actualidad muchas personas han optado por utilizar la bicicleta como principal medio de movilidad. Debido a la proliferación del automóvil, a partir de la Segunda Guerra Mundial, provocó la paulatina congestión del tráfico urbano y la invasión del espacio público, la bicicleta se convirtió en una de las principales alternativas para mejorar la habitabilidad de la ciudad. Algunos de los países que han utilizado progresivamente el ciclismo urbano como medio de transporte importante son India,China, Cuba, Corea del Norte. El ciclismo urbano también es común en muchos países de Europa, principalmente en Países Bajos, Dinamarca y Francia.
La bicicleta es probablemente el medio de transporte urbano más común en todo el mundo. Otro dato de interés es que la bicicleta resulta el segundo medio de transporte más utilizado después del transporte a pie. Se desconoce el número de bicicletas que hay en todo el mundo, aunque se estima que hay más de mil millones. Además, parece ser que se producen significativamente (más del doble) de bicicletas que de automóviles.
Para promover el ciclismo urbano la ONU declaró el 3 de junio como el Día Mundial de la Bicicleta, reconociendo la singularidad, la longevidad y la versatilidad de la bicicleta, que lleva en uso dos siglos, y que constituye un medio de transporte sostenible, sencillo, asequible, fiable, limpio y ecológico que contribuye a la gestión ambiental y beneficia la salud.

## Ventajas del ciclismo urbano

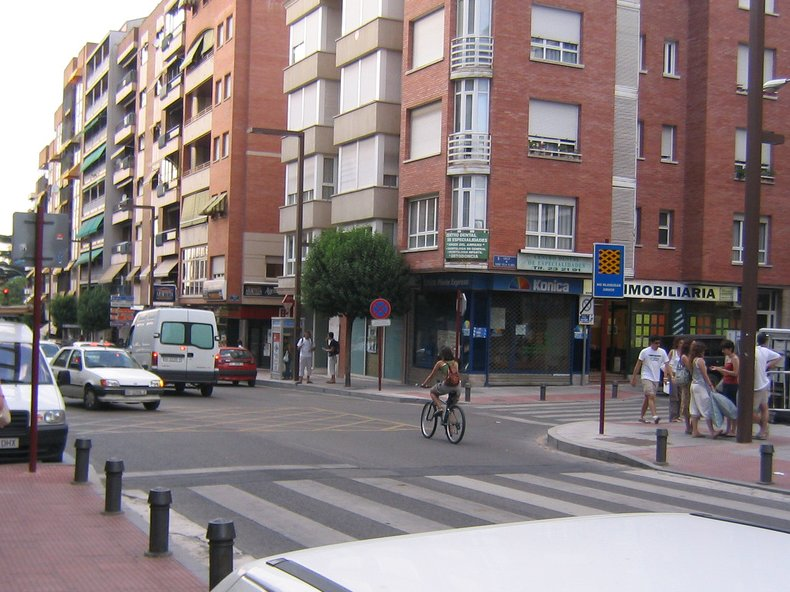
Ciclista urbana en Guadalajara, España

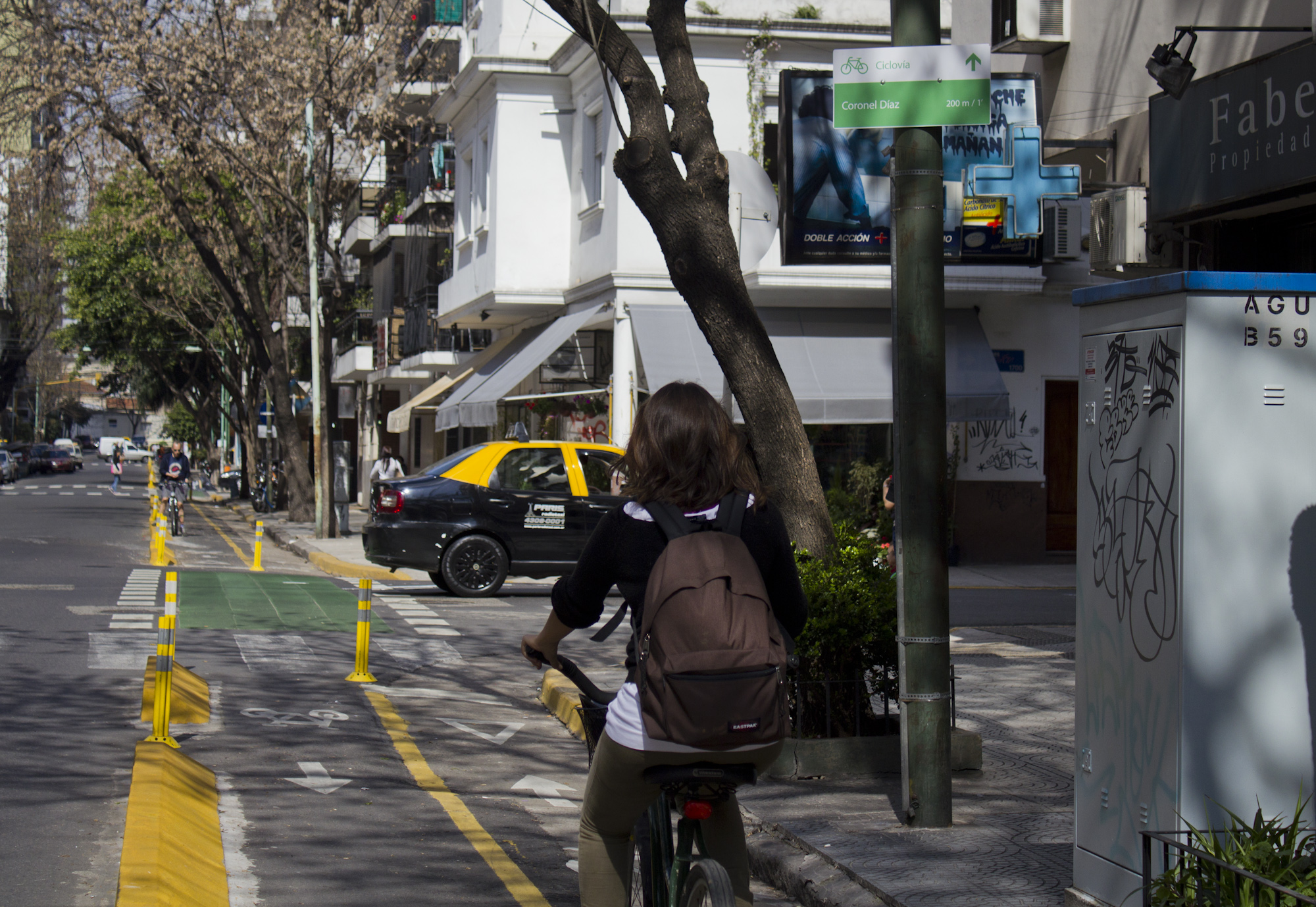
Carriles segregados para ciclistas en Buenos Aires

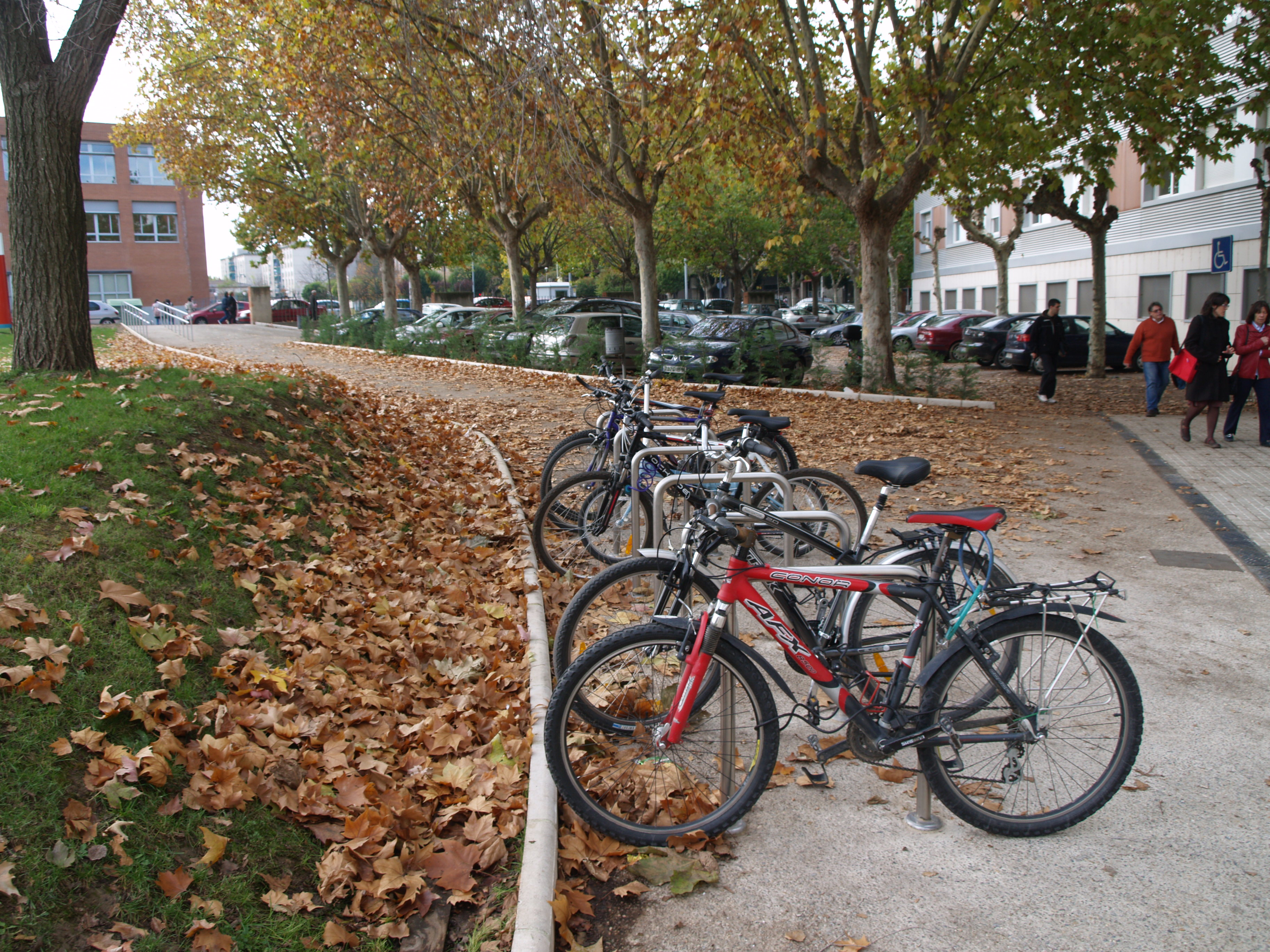
Estacionamiento de bicicletas.

### Ventajas para la salud
- Supone relativamente poco peligro para otros ciudadanos.
- La mejora de la salud en los particulares se refleja positivamente en la Salud Pública. Su uso por grandes sectores de la población trae consigo una disminución de los gastos sanitarios. Un estudio realizado en Dinamarca a lo largo de 14 años y en el que se analizan 30 000 personas de entre 20 y 93 años de edad muestra que aquellas personas que usaban la bici diariamente para ir a trabajar disminuían su tasa de mortalidad en un 40%.[7]
- El ejercicio cardiovascular moderado en las rutinas diarias beneficia la salud en general, proporcionando protección contra enfermedades de corazón y algunos tipos de cáncer, así como la reducción en los índices de obesidad.
- No provoca estrés ni agresividad; al contrario, favorece la sociabilidad y hace que cada desplazamiento sea un paseo del que se puede disfrutar de sensaciones agradables.

### Ventajas económicas
- Bajo costo (mantenimiento técnico) en comparación con cualquier otro transporte público o privado.
- Bajo costo de inversión pública.

### Ventajas en la calidad de vida
- Se ha demostrado que el ejercicio aeróbico mejora el aparato cardiovascular. El corazón y el aparato circulatorio componen el aparato cardiovascular. El corazón actúa como una bomba que impulsa la sangre hacia los órganos, tejidos y células del organismo. La sangre suministra oxígeno y nutrientes a cada célula y recoge el dióxido de carbono y las sustancias de desecho producidas por esas células.
- También se ha demostrado que el ejercicio aeróbico mejora la autoestima y reduce los síntomas de la depresión.
- Los ciclistas urbanos disfrutan en general de una mayor productividad en sus trabajos, y de un buen balance durante el día.
- Promueve el civismo.

### Ventajas para el medio ambiente
- El ciclismo urbano no produce ningún tipo de contaminación atmosférica.
- Apenas produce contaminación acústica.
- Durante la fabricación de una bicicleta se consumen menos recursos naturales que en la fabricación de un automóvil, lo cual también supone un menor impacto al medio ambiente.

### Ventajas frente a los automóviles
- En ciudades congestionadas y para distancias de hasta 5-7 km, la bici es el medio de transporte más rápido. Este dato se puede ver en el estudio En bici, hacia ciudades sin malos humos.
- Ocupa menos espacio público que los vehículos de motor. Como término medio, un coche utiliza el espacio de ocho bicicletas.
- No presenta problemas de aparcamiento; en cualquier sitio cabe una bicicleta: en una plaza de aparcamiento de un coche, más los espacios accesorios correspondientes, caben una docena de bicicletas.
- Desde el punto de vista del tráfico y la seguridad vial, una disminución en el número de coches que circulan por la ciudad y un aumento del uso de la bici, mejoraría la fluidez del tráfico y se podrían solucionar muchos problemas de atascos.

## Inconvenientes del ciclismo urbano

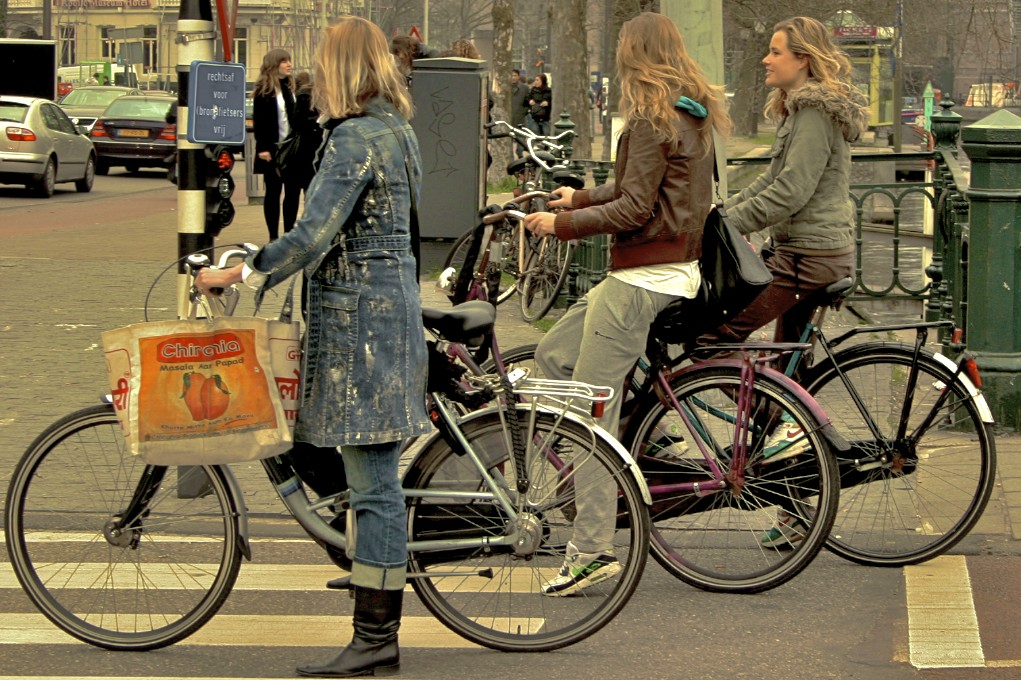
Ciclistas en Ámsterdam

Se han generado una diversa cantidad de objeciones hacia aquellos que utilizan un medio de transporte alternativo. A pesar de que muchas de estas inquietudes no están del todo fundamentadas, la mayoría han sido solucionadas de una u otra manera por aquellos que están comprometidos con el ciclismo urbano.

### Distancia
La distancia es uno de los factores limitantes para el ciclismo urbano. La distancia en la cual una persona puede estar preparada para transportarse y la distancia sobre la cual puede ser más o menos conveniente varía de persona en persona, ya que los factores como la edad, complexión, personalidad y ubicación afectan directamente.
Londres y Boston son ejemplo de ciudades que ofrecen la integración modal bicicleta-metro. En este sentido la combinación de la bicicleta y el metro o tren de cercanías resulta muy conveniente ya que potencia, por una parte, la capacidad del ferrocarril de cubrir grandes distancias con un eficiente uso de la energía y por otra, permite que personas sensibles al uso de la bicicleta la utilicen como medio de acercamiento a las estaciones, donde estacionan sus bicicletas, y sigan camino. También está la posibilidad de las bicicletas plegables que pueden ser llevadas a bordo de los trenes.

### Seguridad
- El riesgo de robo de una bicicleta a comparación de un automotor es más alto debido a la facilidad con la que se puede transportar.
- Por algún extraño motivo, el vandalismo se ceba en las bicicletas más que en los vehículos de motor.
- Como consecuencia de la falta de seguridad vial, algunos ciclistas comparten espacio con el peatón.
- El ciclismo urbano se percibe como más peligroso para el ciclista debido en gran parte a la presencia de vehículos de motor más pesados y a mayor velocidad. No obstante, el porcentaje de ciclistas fallecidos suele ser más bajo que el de vehículos de motor (Costa Rica 10%[8] de los muertos de tráfico, Alemania 8%[9])
- Las calles de la mayoría de ciudades no están optimizadas para la bicicleta sino para vehículos de motor.

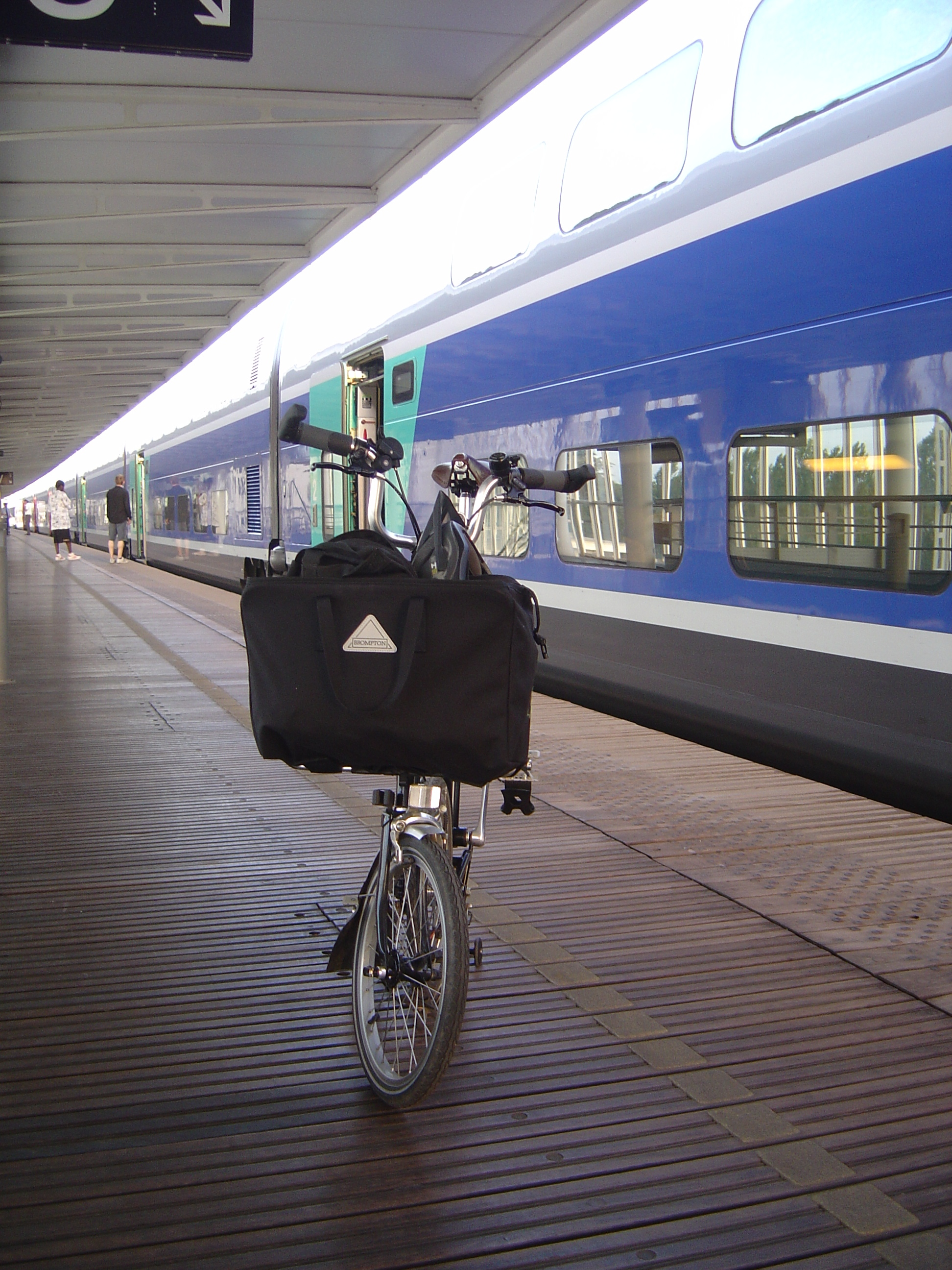
Bicicleta plegable Brompton en andén de la estación de Aviñón en Francia

- No existen

### Carga de equipaje
La capacidad de carga y almacenamiento de una bicicleta es menor que la de la mayoría de los vehículos automotores. Por este motivo se utilizan parrillas traseras, bolsas de mensajero, modificaciones, remolques y otro tipo de accesorios que pueden servir para incrementar la capacidad de carga de las bicicletas, aunque tal vez la manera más sencilla es mediante la utilización de mochilas. El principal problema de la mochila es que provoca una sobrecarga de peso sobre la espalda, lo que puede acarrear dolores y diversos problemas posturales dependiendo siempre del peso de la mochila y el tiempo en que sea utilizada, además de producir una mayor sudoración en la espalda.

### Higiene personal
El ciclismo implica cierta actividad física que puede ser más o menos intensa dependiendo de la velocidad. Si se pedalea intensamente, se favorece la sudoración y el posible consiguiente problema de olor corporal, lo cual puede generar dificultades concernientes a los códigos de vestimenta. Con el fin de estar presentable en el lugar de trabajo después de un trayecto en bicicleta, existen varias técnicas que incluyen: ducharse en el lugar de trabajo; bajarse después del trayecto y ponerse ropa limpia; o simplemente pedalear a un menor ritmo. Algunos ciclistas llevan consigo pañuelos o ropa limpia para limpiarse y cambiarse al llegar a sus lugares de trabajo. En aquellos casos en los que no hay una ducha disponible, algunos optan por vestir prendas de lana o telas sintéticas que eviten mantener el sudor en el cuerpo, evitando así el mal olor.
En general, basta hacer el mismo esfuerzo que si se fuera caminando para evitar sudar. Esto se consigue fácilmente gracias a las marchas de las que disponen la mayoría de las bicicletas.

### Infraestructura urbana
Debido a la proliferación del vehículo a mitades del siglo pasado, las ciudades comenzaron a ser diseñadas para el beneficio de la industria automovilística y por ende, ha creado áreas urbanas inhóspitas y de movilización reducida para el transeúnte, y así, empobreciendo el medio ambiente urbano.
La mayoría de las ciudades carecen de infraestructura suficiente para ir en bicicleta y para garantizar la seguridad de los usuarios. Hoy en día, una ciudad que no cuente con proyectos de infraestructura que favorezcan el uso de la bicicleta, se verá perjudiciada.

## La bicicleta en la ciudad

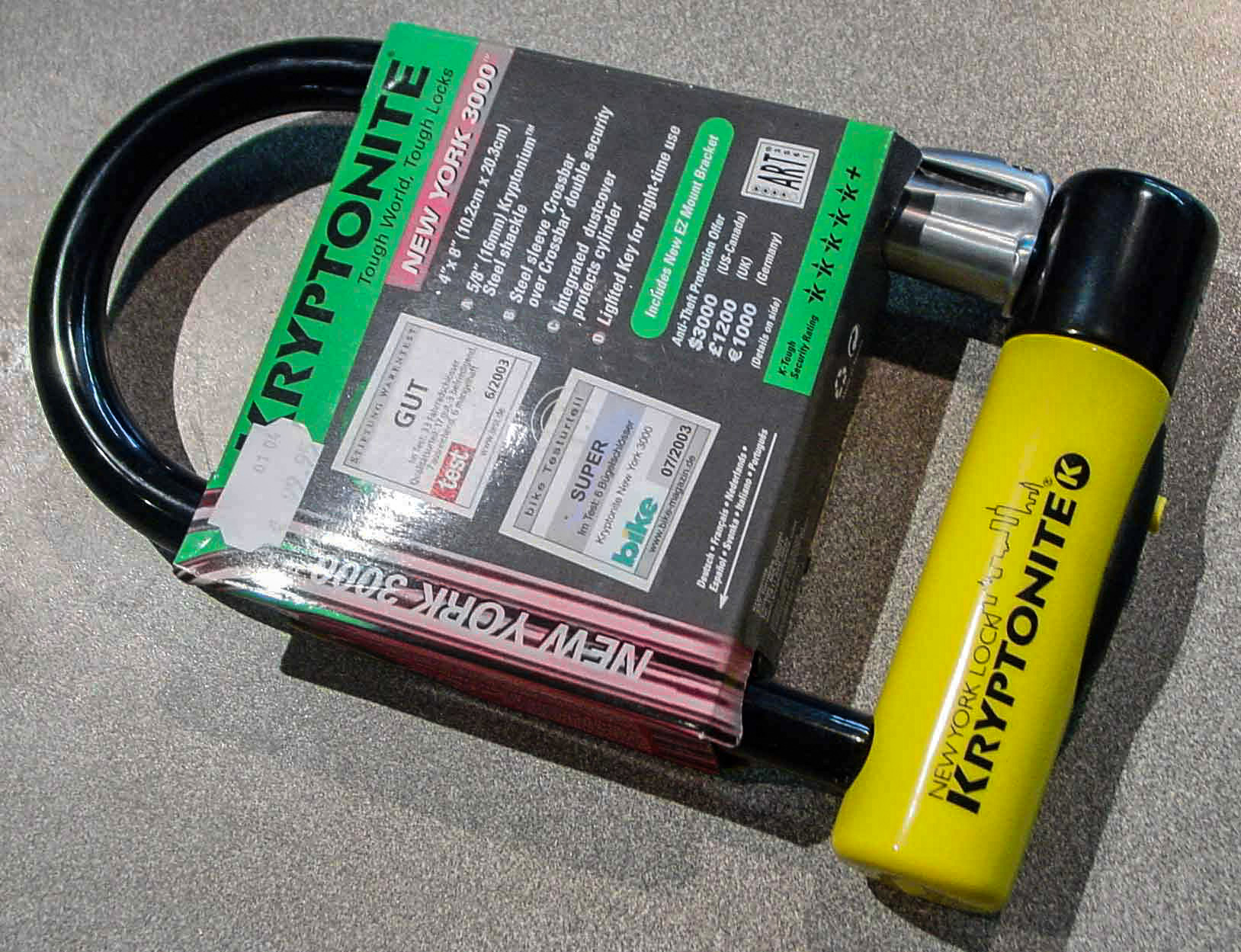
Candado de acero reforzado

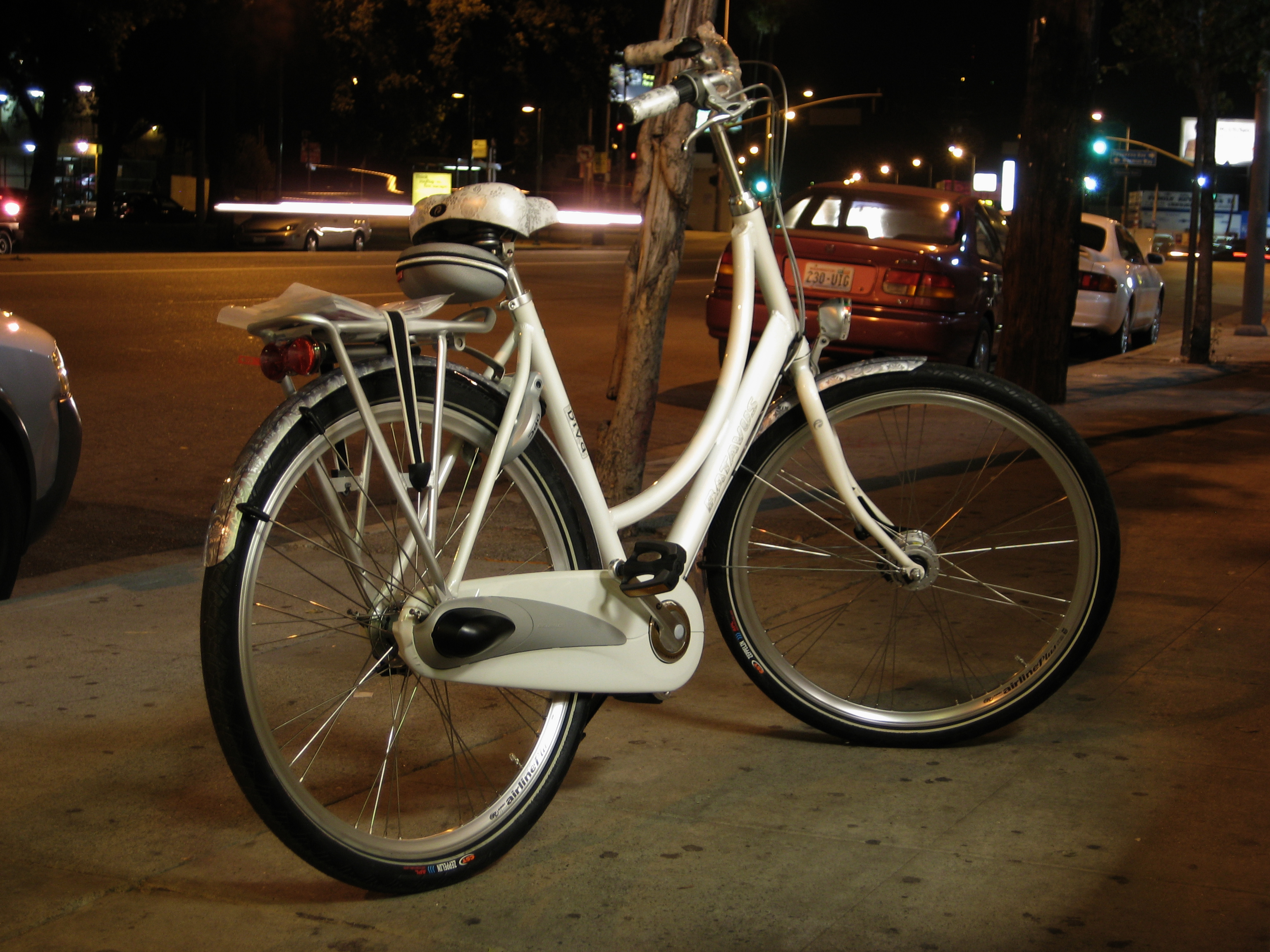
Moderna bicicleta urbana para damas

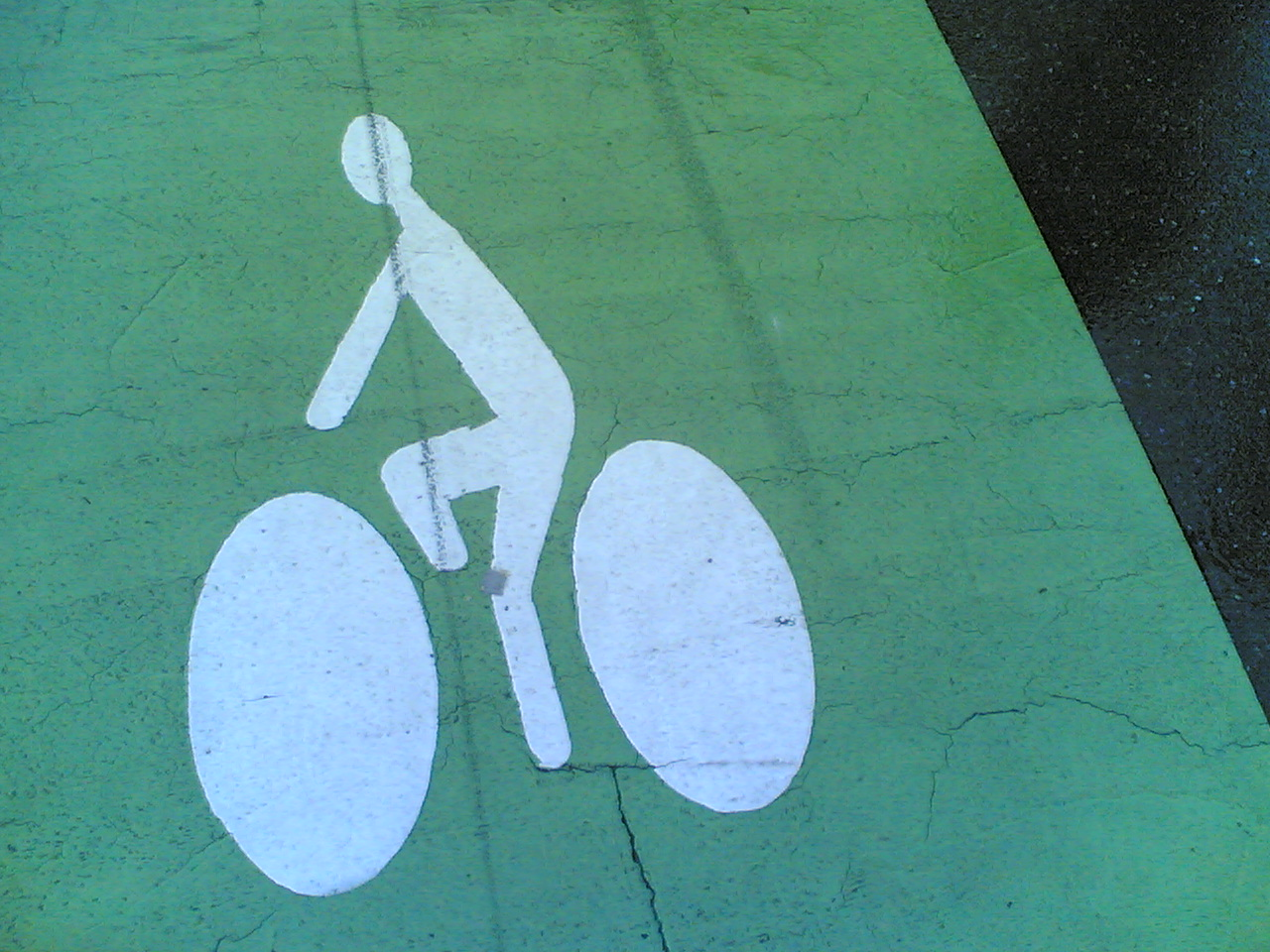
Las bicicletas urbanas más comunes son la bicicleta de paseo, la bicicleta híbrida, y la bicicleta plegable

Cualquier bicicleta puede ser apta para su uso por ciudad, aunque las de carácter más deportivo pueden resultar más inapropiadas. Con la popularización de las bicicletas de montaña no es raro verlas circular por ciudad, aunque como su propio nombre indica se diseñaron para otro entorno. Las bicicletas más comunes en el área urbana son la bicicleta de paseo, que mantiene una posición erguida, la bicicleta híbrida (híbrida entre montaña y carretera, un poco todo terreno), las bicicletas plegables que permiten combinar más fácilmente la bici y el transporte público a la vez que reduce el problema de guardar la bici en un piso pequeño y la bicicleta de piñón fijo, inicialmente destinada a las pistas de los velódromos, pero muy frecuente entre los bicimensajeros de Nueva York, aunque en este caso, con un freno delantero.
Accesorios frecuentes en la bicicleta urbana suelen ser:
- Faros: Luces para una mayor visibilidad tanto del ciclista como de los conductores hacia el ciclista. Dependiendo de la legislación pueden llegar a ser obligatorias de noche o en túneles.
- Candado: Algún sistema antirrobo, el más sencillo una cadena y un candado, los más seguros los grandes candados en forma de U (o de D, según se mire), pero también las herraduras de bloqueo de ruedas, etc..
- Parrilla: Soportes para llevar bultos (cestas, alforjas o mochilas) e incluso niños pequeños.
- Guardabarros: Para no salpicarnos si el suelo está mojado.
- Pata de cabra o caballete: Para poderla apoyar si no hay una farola cerca.
- Cubrecadenas: Para evitar que los bajos de los pantalones se puedan enganchar con la cadena o se puedan manchar de grasa.
- Sillines: Con muelles de suspensión o de gel para mayor confort.
- Timbre: Debe tener en cuenta que tanto conductores como peatones pueden no haberle visto, silbatos o timbres son métodos legítimos para señalar su presencia.
- Tacos: Consisten en 2 varas cortas de hierro que se colocan una a cada lado del eje que sostiene la rueda trasera y sirven para que en la cicla se puedan transportar dos personas más cómodamente (una sentada pedaleando y manejando y otra que va parada sobre los tacos). Son comunes en Colombia y Venezuela, donde son usadas principalmente por jóvenes para transportarse al colegio o la universidad o movilizarse por distancias cortas en la ciudad.

Además el conductor puede requerir un cierto equipamiento personal:
- Vestimenta: Durante las temporadas correspondientes, llevar una buena cazadora impermeable (o poncho) para la protección contra la lluvia ocasional. Muchos de los modelos ligeros existentes pueden plegarse hasta un tamaño de bolsillo cuando no se llevan puestos.
- Gafas de sol: Una visera o gafas de sol para evitar el sol en los ojos o los reflejos, a la vez que protege los ojos de posibles insectos, polvo, etc.
- Guantes o manoplas: Para evitar callos en las manos, protección para la temperatura fría y contra heridas fruto de caídas.
- Pinzas de pantalones: para sujetar los bajos del pantalón, hay clips, cintas con velcro, con relectantes o sin ellos. Lo más sencillo y barato: meter el pantalón por debajo del calcetín o el redoble de pantalón, aunque estéticamente pueda ser discutible.
- Elementos o prendas reflectantes: Pueden ser cinturones o chalecos, siendo habitual el uso de chalecos de coche aunque los hay específicos para ciclistas. Aunque hay quien piensa que su uso debe ser obligatorio, esto no ocurre en la ciudad, reservándose la obligatoriedad de la prenda reflectante para vías interurbanas y de noche. Aparte de prendas, los elementos reflectantes pueden ser cintas, zapatillas u "ojos de gato" en las ruedas, pedales o parte trasera de la bici, entre otras posibilidades.
- Mascarilla: Ciclistas que sufren de alergias u otros enfermedades pulmonares a veces utilizan mascarilla para protegerse de la contaminación de los automóviles en la ciudad.

### Conducción

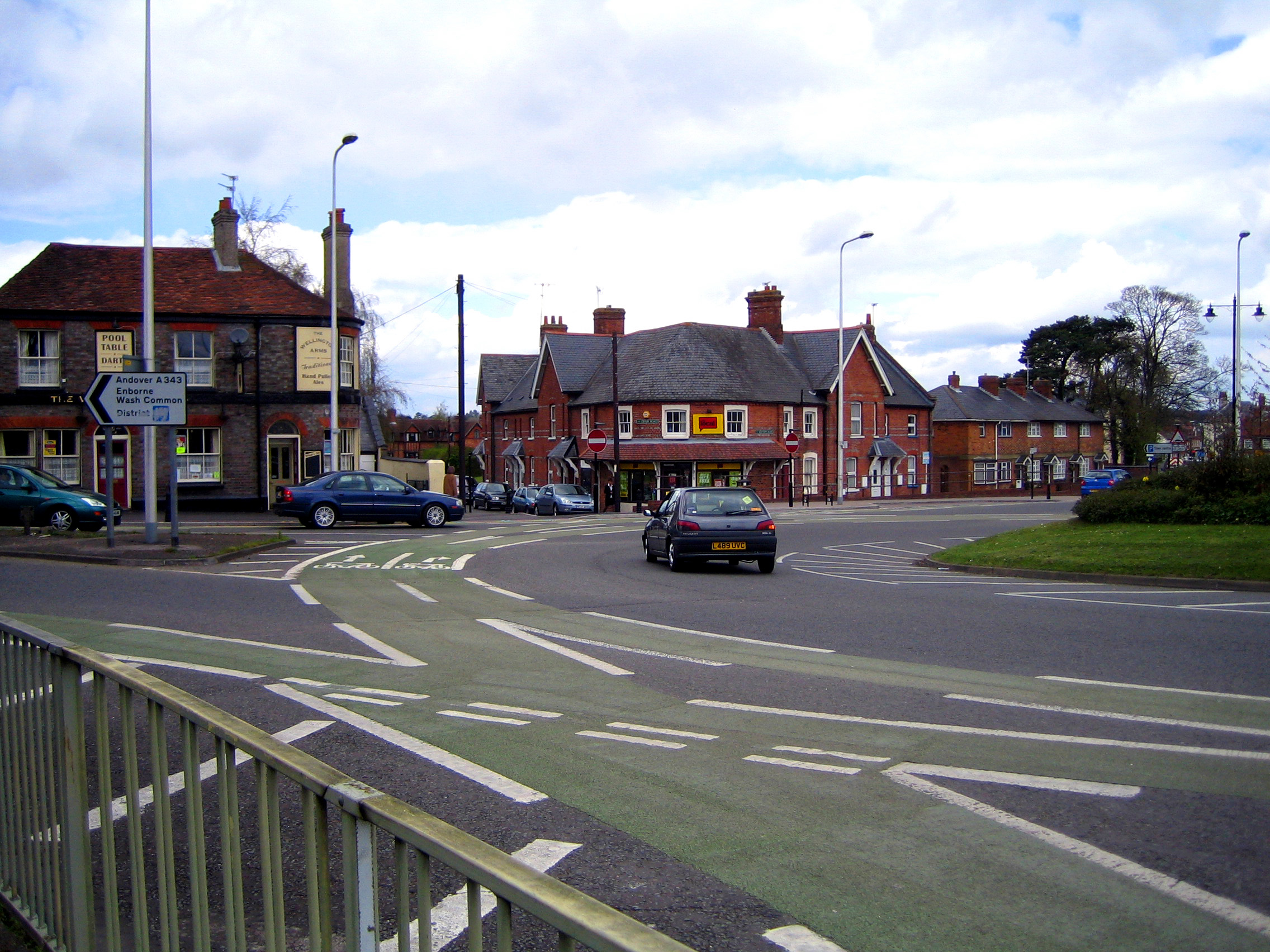
Rotonda urbana con carriles para automóviles y bicicletas.

En el medio urbano domina una política de segregar las bicicletas en ciclovías. Dichos carriles bici suelen ser de uso exclusivo para ciclistas, vehículos de discapacitados y patinadores. En algunos lugares, como por ejemplo en España en vías interurbanas, es obligatorio circular con casco. Sin embargo, apenas existen carriles bici. Otras formas de protección son los guantes de cuero, rodilleras y coderas; estos últimos complementos se utilizan especialmente en modalidades de ciclismo de alto riesgo. Además, en Suiza, es obligatorio que la bici esté cubierta por una póliza de muy bajo coste para poder circular.
Consejos de Seguridad para Ciclistas en el medio urbano.
- Conduce de forma predecible – Sigue las mismas trayectorias que los vehículos de motor y sin zigzaguear.
- Avisa antes de moverte o detenerte – Las señas con las manos permiten a los demás saber lo que vas a hacer.
- Conduce de forma defensiva – Prevé los peligros y anticipa tus movimientos y los del resto de vehículos dentro del tráfico.
- Mira hacia atrás – Aprende a ver sobre tu hombro sin mover el manillar o perder el equilibrio. El uso de espejos es una opción.
- Toma tu derecha – Siempre toma la derecha en el sentido del flujo vial. Ir en contra del flujo vial en avenidas de más de un carril es peligroso.
- Sigue los carriles marcados – No gires a la izquierda desde el carril derecho. No sigas de frente en un carril exclusivo para girar a la derecha. Escoge tu carril oportunamente.
- Acercate a las calles e intersecciones con precaución – Siempre revisa el tráfico que pudiera existir antes de internarte en un cruce.
- Permanece visible a los demás – Usa colores brillantes para ser más visible y haz contacto con la mirada con los conductores.
- Evitar circular en bici sobre la banqueta (acera) por varios motivos: en la carretera los coches son tan peligrosos para ti como tú para los peatones en la acera; dependiendo de la normativa municipal puede estar prohibido (en Madrid se permite a niños de menos de 10 años, en Barcelona se permite siempre que se adecúe la velocidad a la de los peatones, etc.); puede llegar a ser más peligroso en los cruces, porque los conductores no esperan el cruce de una bici mucho más rápida que un peatón.
- Obedece las señales de tráfico (semáforos, señales y carriles) – Los ciclistas deben seguir las reglas de tráfico como cualquier otro vehículo.
- Evita hacer carreras con otros ciclistas en la calle.
- Avisa a otros ciclistas que los vas a pasar por algún lado.

### Adaptación urbana y equipamientos
Diversas estrategias se han intentado para ayudar a la gente a sentirse más cómodos y seguros al utilizar la bicicleta en el entorno del tráfico urbano. Algunas de estas medidas son:
 Ingeniería:

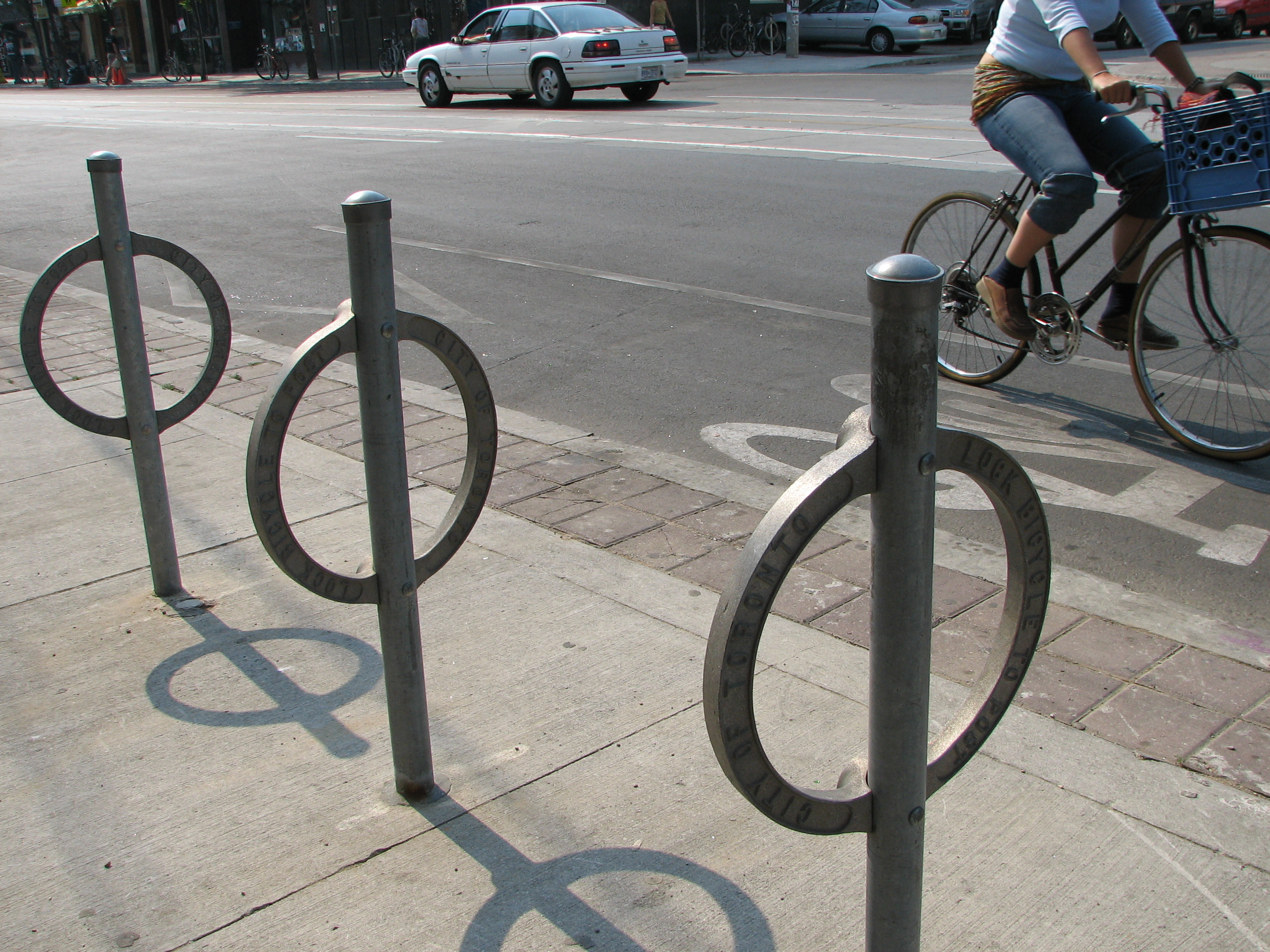
Vía segregada y anclaje para bicis en Toronto

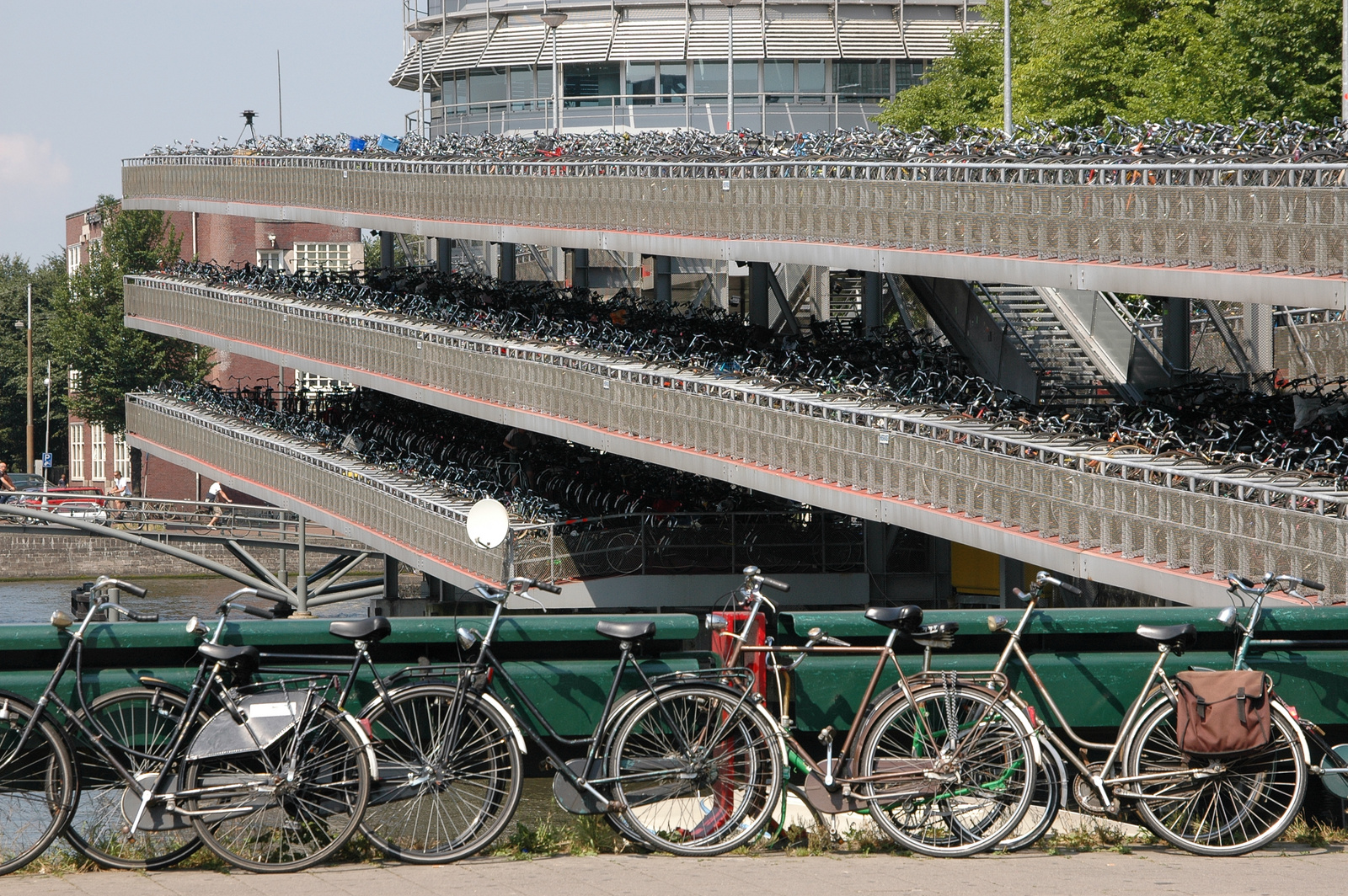
Estacionamiento multipisos de bicicletas en Ámsterdam

- Ciclovía, vías para uso "exclusivo" de bicicletas, puede estar segregadas o integradas en el tráfico, y suelen ir por la calzada, aunque a veces discurren por la acera.
- Pacificación del tráfico urbano. Disminución del tráfico y la velocidad de los vehículos motorizados y reducción del espacio dedicado a los mismos.
- Cicloparqueaderos y anclajes para bicicletas de calidad y cantidad suficiente.
- Estructuras para mejorar los adelantamientos, como carriles exteriores amplios, para reducir fricciones entre ciclistas y automovilistas.
- Autorización de transportar bicicletas en los medios de transporte público, como el autobús o el metro. Actualmente, en España, está prohibido llevar bicicletas en los trenes de largo recorrido, incluso si la bicicleta está completamente desmontada y dentro de una funda que cumpla con las dimensiones y pesos reglamentarios.[11]
- Taquillas o garajes para el aparcamiento de larga duración de las bicicletas en estaciones de tren, aeropuertos, edificios públicos y otros focos de atracción.
- Oposición a ciertas formas de calmado de tráfico (como estrechamiento de calzadas) y rotondas, estructuras que aumentan el peligro para los usuarios de bicicleta.

Educación:
- Aumentar la educación de todos los usuarios (incluidos los niños, mediante actividades especiales) sobre las normas del tráfico.
- Mejorar el conocimiento del público sobre las conductas adecuadas para el uso compartido de la calzada.
- Concienciar a los empresarios sobre los beneficios de promover y facilitar el uso de la bicicleta entre sus empleados.

Aplicación de la ley:
- Aplicación equitativa de las normas del tráfico cuando los ciclistas se encuentran afectados.
- Fomento del respeto a los ciclistas como usuarios de pleno derecho de la vía pública
- Fortalecimiento de las medidas contra el robo, tanto legales como preventivas (hay ciudades que cuentan con sistemas de marcaje de bicicletas que facilitan la identificación en caso de recuperarse tras el robo).

Fomento y facilitación:
- Sistemas de bicicletas públicas.
- Campañas de publicidad y promoción.
- Diseño de aplicaciones móviles para calcular rutas en bicicleta.[12]

### Sistemas de bicicletas públicas

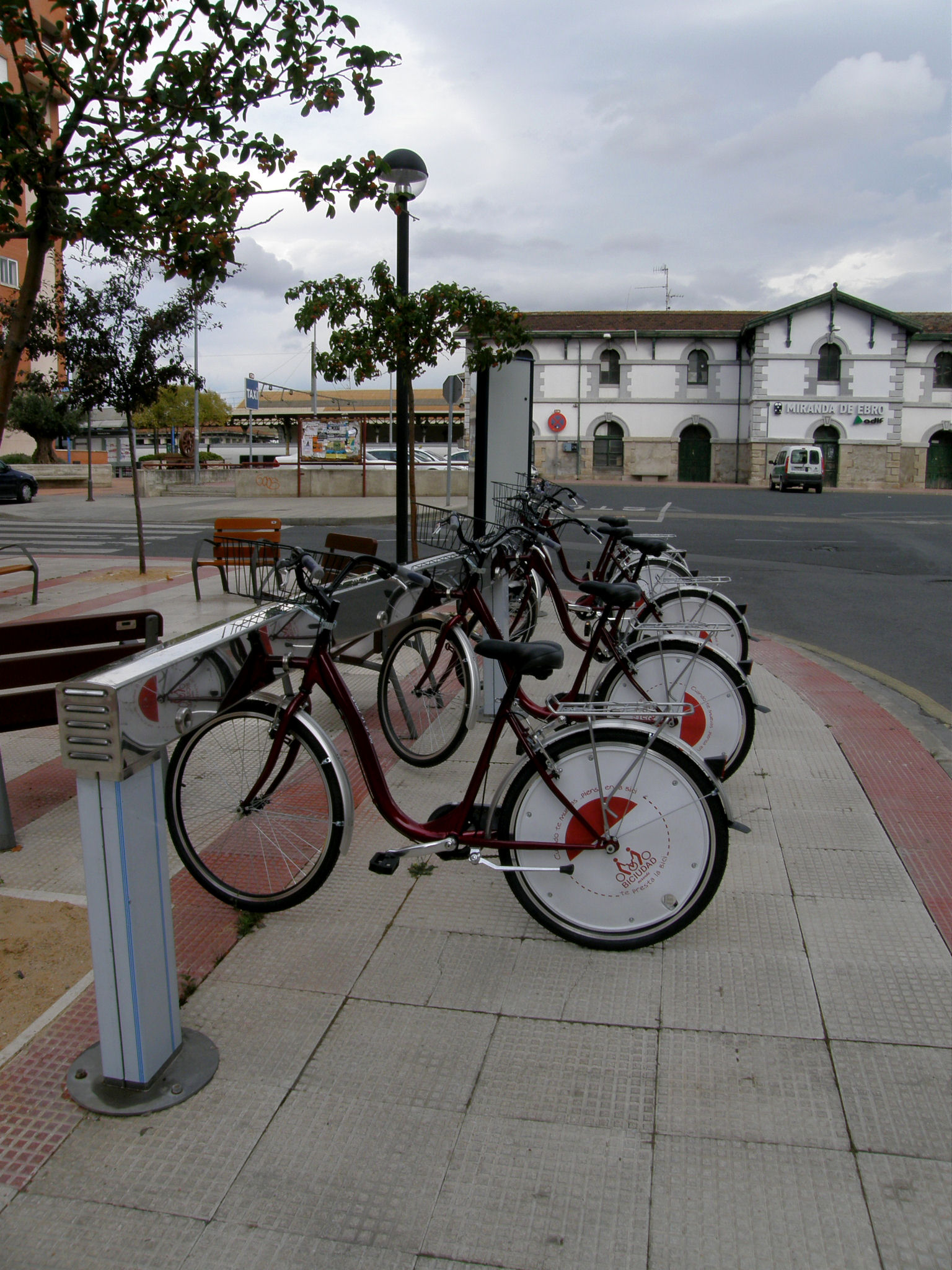
Servicio municipal de préstamo de bicicletas de Miranda de Ebro

La implantación de sistemas de bicicletas públicas en algunas ciudades, como Copenhague, Ciudad de México, Medellín y Buenos Aires libre de costo para uso público ponen a disposición a un grupo de usuarios una serie de bicicletas sencillas y robustas, sin cambios o con cambios internos de 3 velocidades y de un modelo fácilmente reconocible, lo que disuade a los ladrones. Estas bicicletas por lo general se anclan en aparcamientos específicos con sistemas similares a los de los carritos de supermercado: se desbloquea introduciendo una moneda que se recupera cuando se vuelve a dejar la bicicleta. En otras ciudades hay sistemas de alquiler de bicicletas parcialmente subvencionados para que el precio resulte simbólico (bicing en Santander, Valladolid, Barcelona, Gijón, Avilés, Córdoba, Sevilla, Burgos, Miranda de Ebro, Tarrasa, Valencia, Vic, Pamplona, Cartagena, Zaragoza, Lyon, París, Fráncfort, Stuttgart, Vienna, Londres, Bruselas, Oslo, Bergen, Milán.
En España, la ciudad de Vitoria fue la primera que estrenó, en 2004, un sistema público y gratuito de préstamo de bicis. Actualmente el sistema gratuito previsiblemente cambiará a otro de pago, pero dando servicio las 24h. del día.
En Barcelona se implantó el servicio Bicing el 22 de marzo de 2007 con 14 estaciones, 200 bicis y poco más de 250 usuarios, el éxito ha sido tal, que al año el servicio contaba con 276 estaciones, más de 3.500 bicicletas y 115.000 usuarios. En mayo de 2008, la red contaba ya con 321 estaciones y más de 4000 bicicletas. El servicio siguió extendiéndose hasta llegar en verano de 2008 a las 400 estaciones y 6500 bicicletas y el año que viene se extenderá a gran parte del área metropolitana de Barcelona con 440 estaciones y 3.520 bicicletas más, aunque no se sabe si el sistema sería compatible.

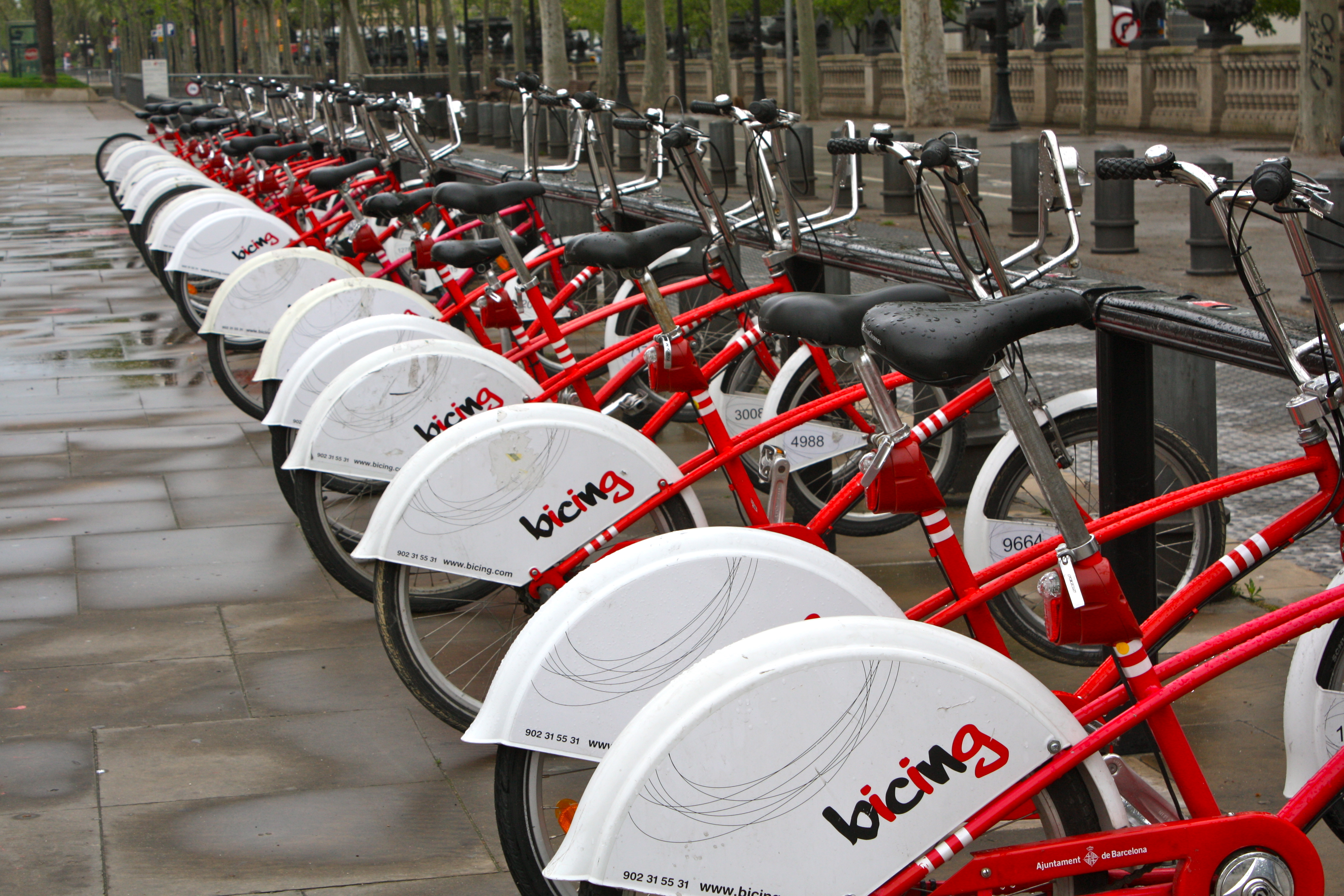
Bicicletas públicas Bicing en Barcelona

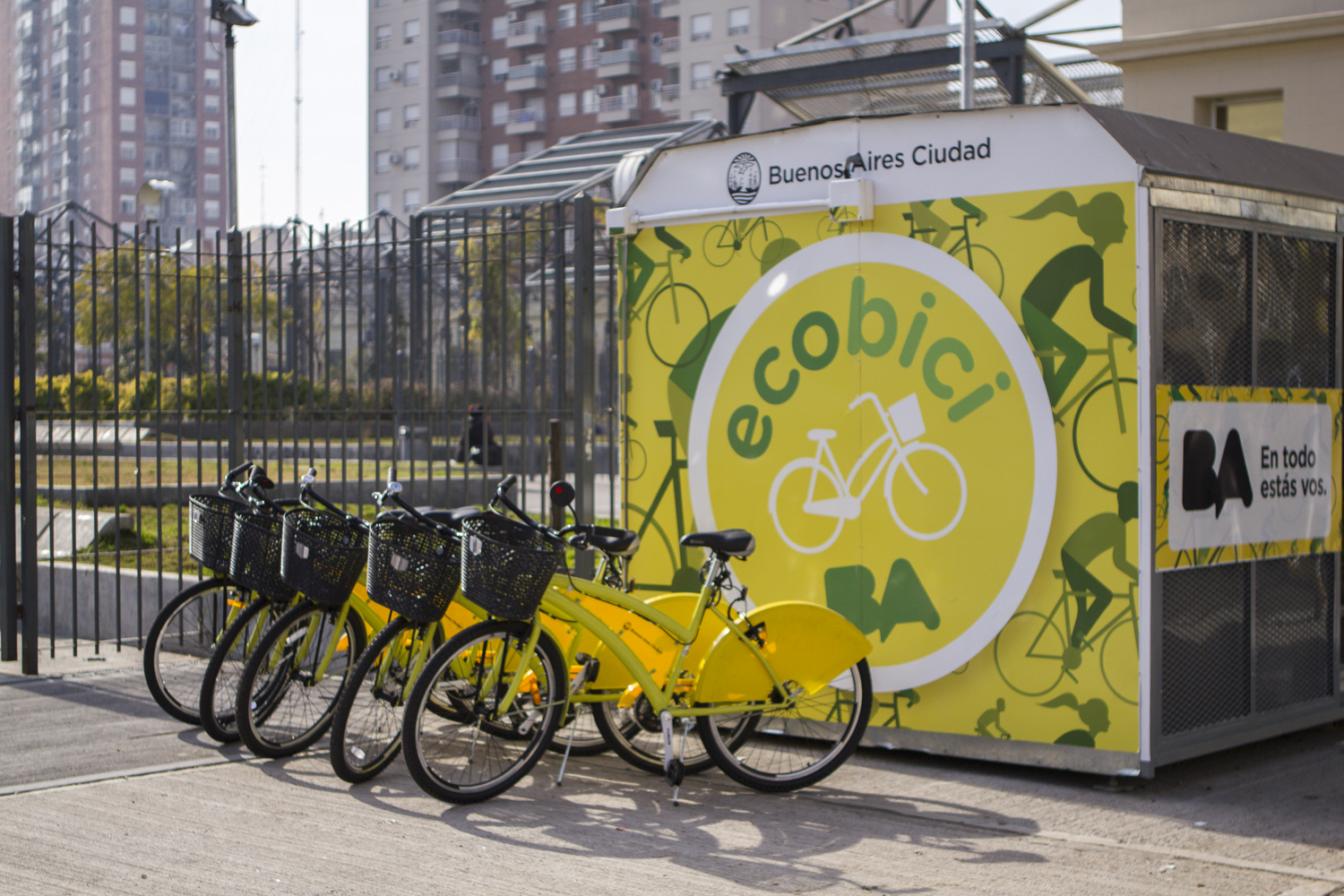
Sistema de bicicletas compartidas gratuitas en la ciudad de Buenos Aires

En Sevilla, en julio de 2007 entró en marcha el servicio SEVICI, gestionado por JCDecaux, con 250 estaciones y 3200 bicicletas extraíbles las 24 horas todos los días del año. Existen dos tipos de abono: el semanal, que puede conseguirse instantáneamente en cualquier estación, y el abono anual.
En la misma ciudad, el Consorcio de Transporte Metropolitano del Área de Sevilla ha puesto en marcha un novedoso plan piloto denominado «BUS + BICI» para incentivar el uso combinado del transporte público y la bicicleta, facilitando de forma gratuita bicicletas públicas a los usuarios del transporte público metropolitano que acceden a Sevilla desde su área metropolitana usando los bonobuses del Consorcio. Los usuarios sólo deben presentar un bonobús cancelado ese día y su DNI. Tras firmar un sencillo contrato disponen de una bicicleta pública para desplazarse por Sevilla desde las 8 de la mañana hasta las 24 horas, de lunes a viernes laborable.
Albacete, Ciudad Real y Talavera de la Reina cuentan con el sistema onroll, que es mediante SMS, prescindiéndose de la tradicional tarjeta.
En Medellín (Colombia) se implementó a principios del año 2012 el programa EnCicla, por medio del cual se hacen préstamos gratuitos de ciclas para circular por la ciudad. Hay puestos de EnCicla en diversas estaciones del Metro y lugares estratégicos del centro de la ciudad y unidades deportivas. El programa ha tenido buena acogida entre los habitantes de la capital paisa, que usan la bicicleta para movilizarse eficientemente por las partes planas de la ciudad y en ocasiones para bajar con buena velocidad por las lomas circundantes.
Bogotá es otra ciudad que trata de implementar un servicio de sistema de transporte a través de Bicicletas gracias a la idea del concejal de la ciudad Carlos Orlando Ferreira Pinzón, quien ya ha radicado un proyecto de acuerdo para permitir la implantación del sistema en la capital colombiana.
En México, aparte del sistema Ecobici, existe un programa llamado Mejor en Bici, el cual hace préstamo gratuito de bicicletas. Cualquier persona puede ir a alguna de las estaciones que se encuentran en el DF, Playa del Carmen y Guadalajara, deja un depósito de $200 pesos y una identificación oficial, los cuales son devueltos cuando se entrega la bicicleta. 
En Argentina, las ciudades de Buenos Aires; EcoBici y La Plata; La Plata en Bici implantaron estos servicios en el 2010 y 2013 respectivamente bajo el Plan de Movilidad Sustentable de ambas ciudades.
En Ecuador, la ciudad de Quito; BiciQ  implantó este servicios en el 2012 Plan de Movilidad para el Distrito Metropolitano de Quito,
Para ciudades interesadas en desarrollar un sistema de bicicletas públicas se ha publicado una Guía metodológica para la implantación de sistemas de bicicletas públicas del Instituto para la Diversificación y Ahorro de la Energía.

## Al trabajo y a los estudios en bicicleta

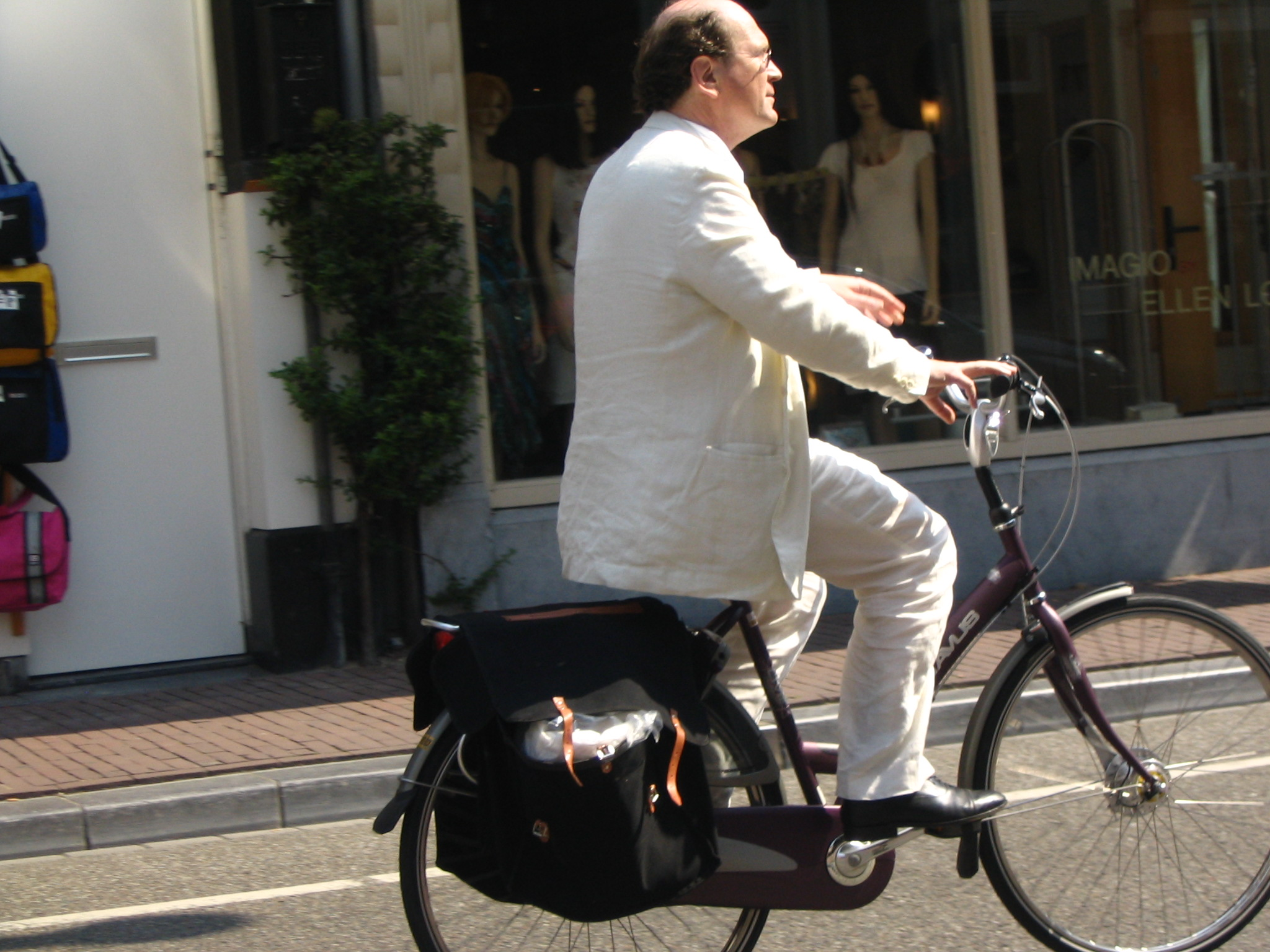
En bicicleta al trabajo

Promover el uso de la bicicleta en los desplazamientos diarios y por motivos de trabajo y de estudios es económicamente rentable, comercialmente acertado y ecológicamente razonable al ayudar a resolver los problemas relacionados con la protección del medio ambiente, la congestión del tráfico y la salud persona y la salud pública. Así, casi el 25% de los holandeses va a trabajar en bicicleta.
Las iniciativas adoptadas en este sentido en los últimos años por la administración central de los gobiernos regionales y locales, y las empresas privadas en varios países de la Unión Europea y fuera de ella, han dado resultados muy positivos. No sólo ha sido demostrado el gran potencial de uso de la bicicleta para los desplazamientos personales y el transporte, sino que también ha animado a la industria de bicicletas, ha creado puestos de trabajo y han reducido los costes empresariales asociados a los estacionamientos para coches y al absentismo laboral por enfermedad.
Ir a trabajo en bicicleta con traje puesto es factible cuando se trata de trayectos cortos y fáciles en tiempo seco, y por lo general en ciudades con infraestructura tradicional para el transeúnte, en cualquier otro caso que requiera un ejercicio más vigoroso, es aconsejable llevar vestimenta más cómoda. A este respecto están surgiendo algunas iniciativas que apuestan por fabricar y comercializar una vestimenta adecuada capaz de conjugar los desplazamientos urbanos en bicicleta con el hecho de ir vestidos como exija la ocasión durante el resto del día. Se trata de prendas, ropa de calle y accesorios con características técnicas y detalles que hacen más cómodo el pedaleo y suplen las carencias que la vestimenta diseñada únicamente para caminar podría tener cuando se monta en bicicleta.

## El mensajero en bicicleta

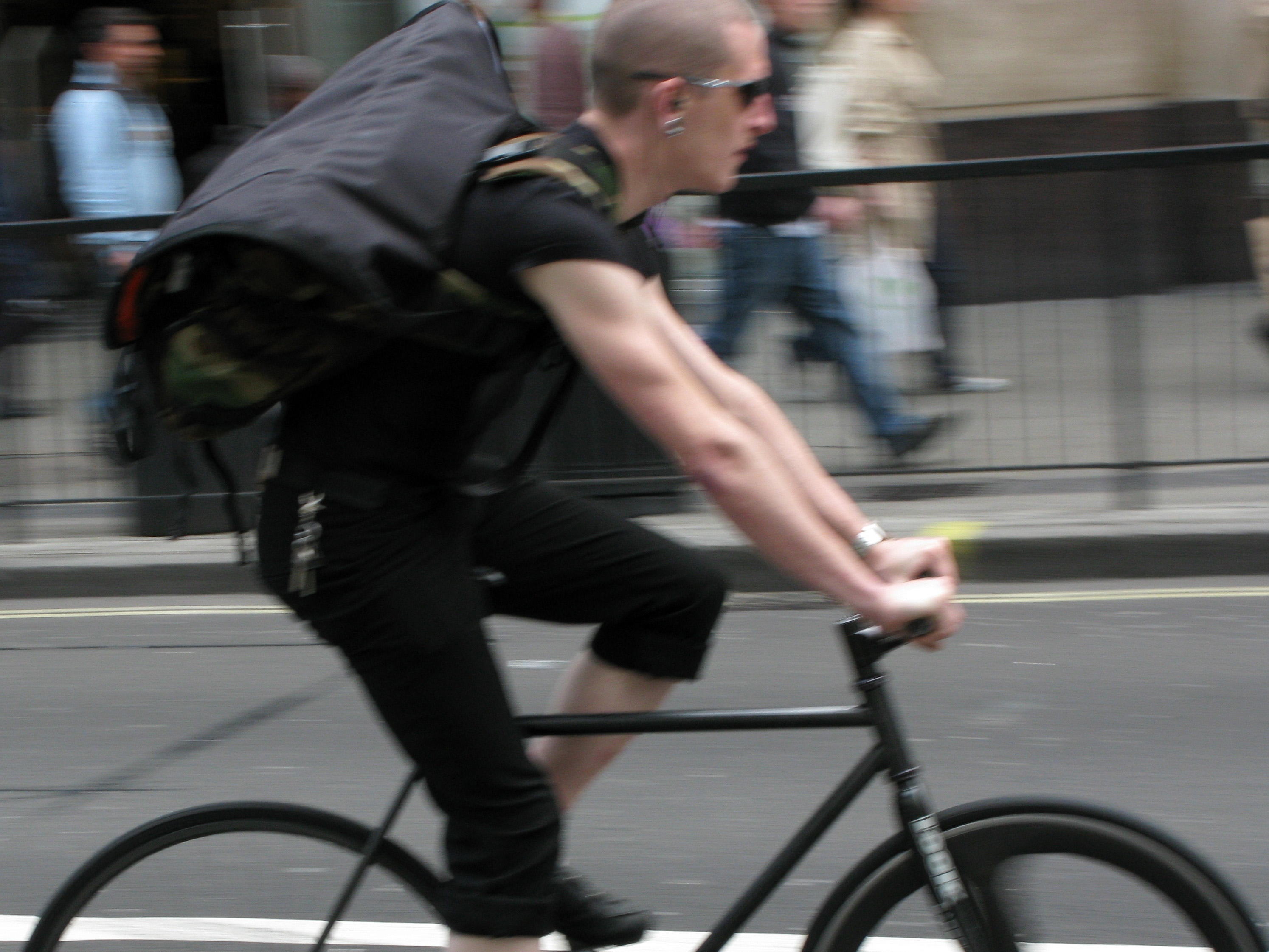
Mensajería en bicicleta

Los mensajeros de bicicletas (también conocidos como ciclomensajeros o bicimensajeros) son personas que trabajan para «empresas de mensajería» prestando un servicio de mensajería especializada en la recogida y entrega de envíos, correspondencia y demás objetos postales.
Los ciclomensajeros o bicimensajeros se encuentran con mayor frecuencia en los distritos comerciales centrales de las áreas metropolitanas. Las empresas de mensajería utilizan a los mensajeros en bicicleta ya que están menos sujeto a inesperados embotellamientos y congestión de tráfico en la ciudad, ofreciendo así un previsible tiempo de entrega.
Estos ciclistas curtidos, deportistas para quienes ir por la ciudad en bicicleta es un deporte, implica un riesgo al hacer recorridos diarios unos 100 km en sus bicicletas, ser un ciclomensajero no es solo un trabajo absolutamente demandante, es un estilo de vida y una subcultura. Para los mensajeros, el tiempo es oro, cuantas más entregas hagan, más dinero ganan. Necesitan estar en buena forma, ser rápidos, diestros con la máquina y poseer un sentido natural de la orientación.
Las bicicletas de los mensajeros tienen que ser ligeras, rápidas, ágiles, seguras y por lo general, bicicletas de una velocidad por la mínima mantención y simplicidad mecánica. Las bicicletas de carretera, híbridos, de montaña, BMX y máquinas de pista inspiradas en los modelos de velódromo son las favoritas, aunque contrario a la creencia popular, las de piñón fijo, conocidas como fixed gear, son montados por una minoría de mensajeros en bicicleta fuera de Nueva York.
Actualmente, en algunas ciudades con topografías accidentadas, han empezado a utilizar bicicletas eléctricas que les permite llevar más peso y mejorar su rendimiento.

## Activismo ciclista

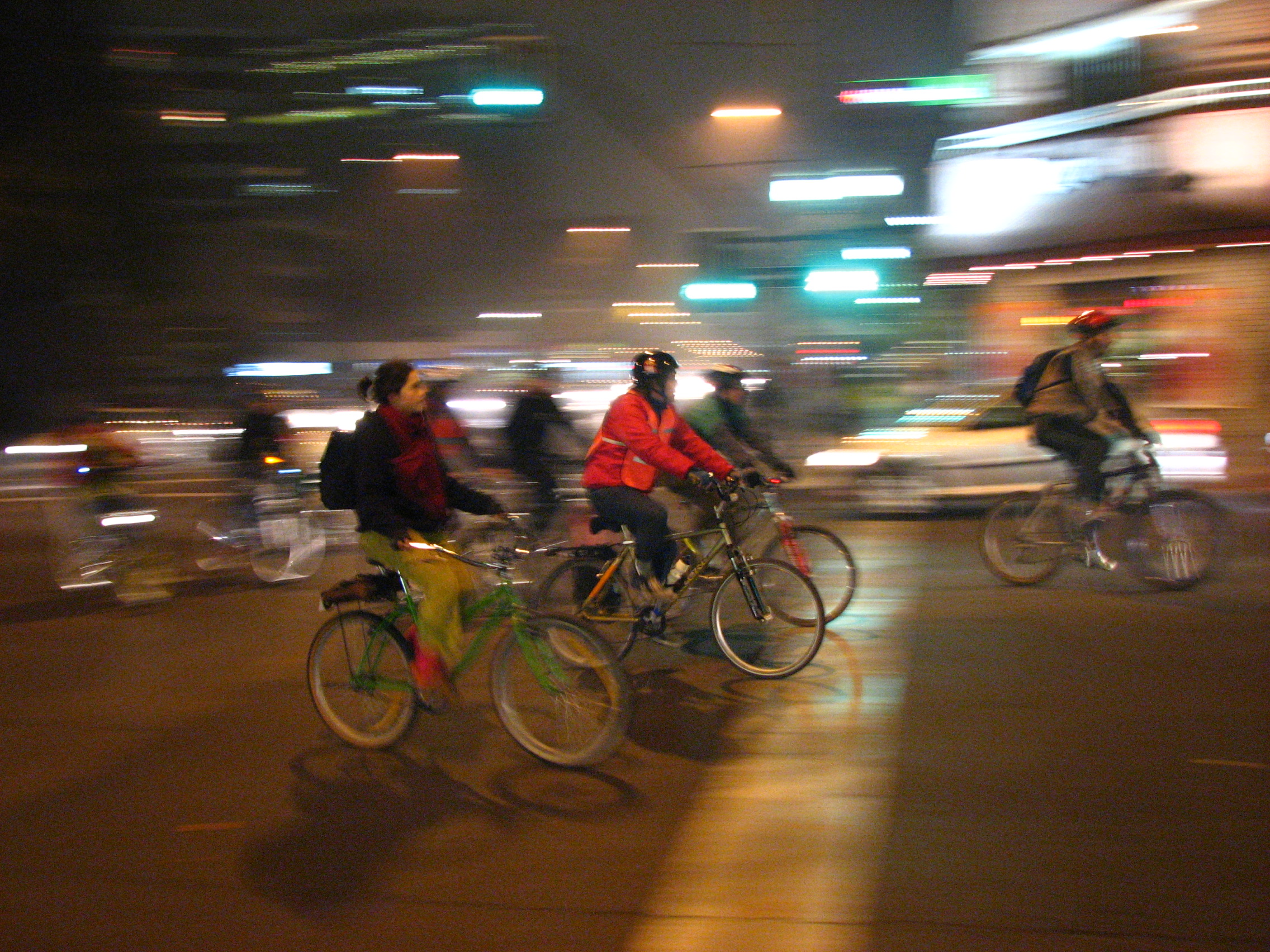
«¡Monta en bicicleta!»

El activismo ciclista consiste en conseguir que el ciclismo adquiera los derechos que merece. El transporte en occidente esta políticamente dominado por el automóvil, al quien sostienen grupos de presión mediante contribuciones a los partidos políticos. A instancias de estos grupos de presión se construyen carreteras y ciudades para los coches, cual para satisfacer la gran demanda se establecen tarifas e impuestos resultando en un subsidio masivo al transporte en coche a costa de todo el mundo, creando insostenibilidad.

«El impacto cultural de automóviles, motocicletas y camiones está destruyendo el único planeta en el universo que puede sostener los seres humanos. Así que aparca el coche, tira la llave y haz tu parte para poner fin a la guerra contra el terrorismo: monta en bicicleta»  Anónimo.

### Asociaciones de ciclistas urbanos
En algunas ciudades del mundo, los ciclistas urbanos se nuclean en agrupaciones para promover el uso de la bicicleta como medio de transporte sustentable difundiendo sus beneficios ambientales, sociales y económicos, demandando la necesidad de desarrollar infraestructura ciclística. Una denominación común que toman estos colectivos es la de asociación de ciclistas urbanos a partir de su ciudad de origen, así ciudades como Buenos Aires, la provincia de Mendoza, Madrid, San Sebastián y Johannesburgo, cuentan con agrupaciones semejantes, las cuales se constituyen como organizaciones no gubernamentales.

### Masa Crítica

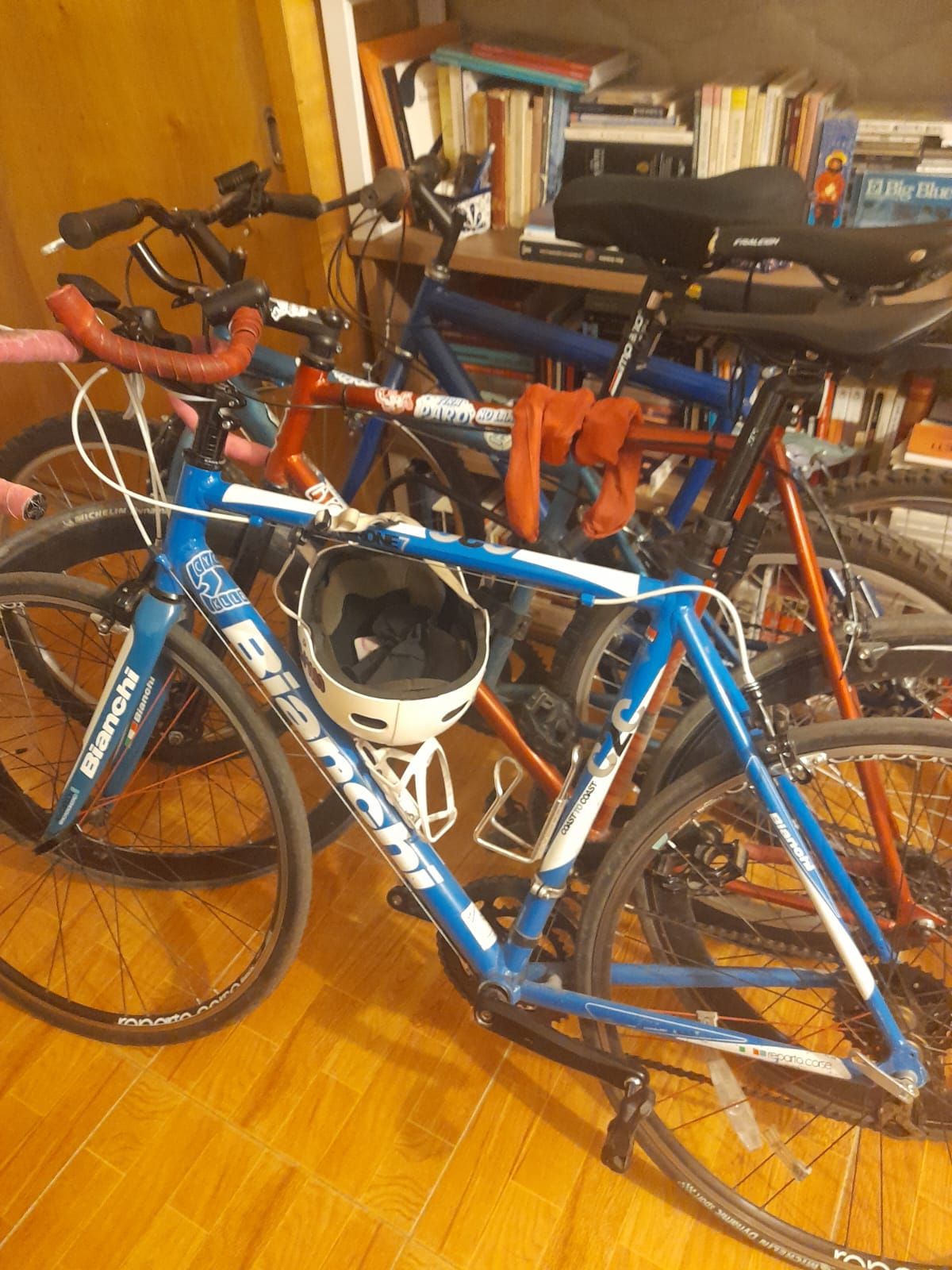
Bicicletas reunidas

Con este nombre se conocen unos paseos en bicicleta, generalmente mensuales, de ciclistas urbanos para festejar y reivindicar el uso de la bici. El nombre viene de la película «Return of the Scorcher» de Ted White, en el que se enseñaba un fenómeno que se da en China. Dada la ausencia de semáforos y la irrupción de los vehículos de motor, para poder cruzar grandes avenidas, los ciclistas se paran y esperan hasta que sean suficientes como para poder cruzar todos juntos con seguridad. A este fenómeno se le denominó «Masa Crítica».
En el año 1992, en San Francisco se organizó un paseo colectivo con ese nombre y desde entonces la iniciativa se ha extendido a muchas ciudades del mundo.
Aunque varía mucho de una ciudad a otra, los lemás básicos son: «usar la bici a diario celebrarlo mensualmente» y «no bloqueamos el tráfico, somos tráfico».

### Medios de comunicación
El auge del ciclismo urbano ha traído la proliferación de distintas publicaciones, tanto impresas como en línea, relacionadas con esta práctica. Algunos referentes en inglés son Momentum Mag, publicada en EE. UU. y Canadá, y Urban Velo, que dejó de existir en 2014. En español destaca la revista gratuita Ciclosfera, nacida en 2012 y con más de 400.000 seguidores en España, México, Colombia, Brasil o Argentina.